# Klettenberger Mühlgraben
Der (Klettenberger) Mühlgraben, historisch auch  Uffe genannt, ist ein etwa 5 km langer, nordnordwestlicher und orographisch linker Zufluss der Ichte im thüringischen Landkreis Nordhausen.

## Verlauf und Einzugsgebiet
Der Mühlgraben beginnt der thüringisch-niedersächsischen Landesgrenze im Naturpark Südharz nicht weit des Flusses Uffe, von dem er einst künstlich abgezweigt wurde. Sein Ursprung liegt nördlich des Hohensteiner Ortsteils Klettenberg auf etwa 260 m ü. NHN auf dem Osthang des Eselsberges (278,6 m) – wenige Meter vor einer Brücke der Kreisstraße 9.
Der überwiegend nach Südsüdosten fließende Mühlgraben verläuft durch die Hohensteiner Ortsteile Klettenberg und Holbach, um kurz danach – etwa 300 m südlich der Holbacher Wiesenmühle – auf 206,2 m Höhe in den Helme-Zufluss Ichte zu münden.
Das Einzugsgebiet des Mühlgrabens ist sehr stark von Karsterscheinungen geprägt (mehrere Tümpelquellen und  Versickerungsstrecken).

## Geschichte
Der Klettenberger Mühlgraben wurde im 17. Jahrhundert künstlich angelegt, als Abzweigung von der zur Wieda strebenden Uffe, die im Unterlauf Sachsengraben heißt. Die Abzweigung liegt nahe dem zum niedersächsischen Bad Sachsa gehörenden Neuhof. Bis 1961 trieb das Wasser in Klettenberg und Holbach bis zu zehn Mühlen. Der Mühlgraben kreuzte unter Ausnutzung kleiner Mulden die Wasserscheide zwischen Uffe und Ichte in Nord-Süd-Richtung.